# Ezequiel Bonacorso
Nahir Ezequiel Bonacorso (Mendoza, 9 agosto 1993) è un calciatore argentino, difensore dell'Huracán (LH).

## Carriera
Ha giocato nella massima serie e nella seconda divisione argentina.